# Steatomys opimus
Steatomys opimus és una espècie de mamífer rosegador de la família dels nesòmids. Viu al Camerun, la República Centreafricana, la República Democràtica del Congo i el Sudan del Sud. Els seus hàbitats naturals són els herbassars humits de sabana i els marges dels boscos. És una espècie en risc mínim, és a dir, no sembla que hi hagi cap amenaça significativa per a la seva supervivència. El seu nom específic, opimus, significa ‘gras’ en llatí.